# Đại bàng mào dài
Đài bàng mào dài (danh pháp hai phần: Lophaetus occipitalis) là một loài đại bàng nhỏ tới trung bình sống trên khắp châu Phi, trong khu vực hạ Sahara trừ phía tây nam châu Phi và những khu vực khô cằn. Chúng khá phổ biến ở trong các khu vực miền đông châu Phi Đây là loài chim săn mồi duy nhất trong chi Lophaetus thuộc Họ Ưng, nhưng đôi khi cũng từng được gộp trong Ictinaetus như là Ictinaetus occipitalis.

## Miêu tả
Đại bàng mào dài có bộ lông màu nâu sẫm đến đen gần như hoàn toàn, ngoại trừ một cái đuôi màu xám lẫn màu trắng, lông chân trắng và những dải trắng dài trên cánh. Con mái đôi khi có vệt màu sẫm ở chân, có thể phụ thuộc vào tuổi tác. Trên đầu của chúng có một túm lông dài và mềm, gọi là mào, thường ngắn hơn ở con mái. Đôi mắt vàng hoặc nâu đỏ. Mỏ màu tối với phần sát miệng màu vàng. Bàn chân có màu vàng với móng vuốt thon nhỏ. Đôi cánh dài và rộng. Con non tương tự như con trưởng thành, nhưng có màu sắc nhạt hơn và có mào ngắn hơn, đặc biệt là con mái. Đôi mắt của con non có màu xám.
Chiều dài của đại bàng mào dài 53–58 cm, sải cánh khoảng 112–129 cm. Con trống có khối lượng 912 g-1,3 kg, con mái lớn hơn khoảng 1,3-1,5 kg.

## Lối sống
Đại bàng mào dài có lối sống một vợ một chồng. Mỗi cặp thường có một khu vực sinh sống thường xuyên, và có thể được nhìn thấy hàng ngày. Chúng thường bay ở độ cao 300 đến 500 m trên khu vực của mình. Chúng là các loài chim ồn ào, đặc biệt là trong mùa sinh sản.
Đại bàng mào dài kêu nhiều khi xuất hiện, thông thường là trên một cành cây cố định gần tổ. Tổ được xây dựng bằng những cành nhỏ trên một cái cây lớn gần bìa rừng hoặc thung lũng sông, cách 7–45 m so với mặt đất. Tổ chim thường được đặt ở chỗ chạc ba, có bóng râm và được lót bằng lá xanh. Kích thước tổ có thể lên đến 50–80 cm chiều rộng và 15–30 cm chiều sâu. Cả chim bố lẫn mẹ cùng xây tổ, và tổ chim được sử dụng năm này qua năm khác, trong vài năm.

## Phân bố
Đại bàng mào dài sống ở các khu vực cây cối, đặc biệt là xung quanh đầm lầy, vùng đất ngập nước, và các con sông, và nhưng cũng hiện diện trên các đồn điền và khu vực nông nghiệp. Chúng cũng có thể có mặt trong các thảo nguyên ẩm ướt, trong khu vực rừng thông và ven rừng, trừ những vùng đất khô cằn. Chúng có thể được tìm thấy từ độ cao 0-3,000 m trên mực nước biển, nhưng thường là dưới 2.000 m.
Đại bàng mào dài sống từ Sénégal đến Ethiopia xuống miền bắc Namibia, Botswana và Nam Phi, trên một phạm vi từ 17 đến 34 độ vĩ nam. Con trưởng thành ít vận động, thường ít di trú, nhưng chúng sẽ di chuyển vào khu vực có nguồn thức ăn dồi dào hơn và là loài bán di cư trong những khu vực có mùa mưa và mùa khô rõ rệt, chẳng hạn như Tây Phi. Ước tính có khoảng 10,000-100,000 cá thể.

## Con mồivà kẻ thù
Hầu hết các con mồi của đại bàng mào dài là động vật gặm nhấm, như chuột răng khía, chuột mía lớn, chuột nước, chuột cỏ bốn sọc, và có thể đến 98% trong chế độ ăn uống. Những con mồi khác bao gồm chim nhỏ, thằn lằn, động vật chân đốt và cá, và cả thức ăn có nguồn gốc thực vật. Các con mồi này gồm có cú gỗ châu Phi, gà Phi, bìm bịp, ó đen, gà, rắn, thằn lằn, ếch nhái, cá hồi, bọ cánh cứng, cào cào, châu chấu, rết và cua.
Đại bàng mào dài thường săn mồi vào buổi sáng sớm hoặc lúc hoàng hôn, và ban ngày thường đậu trong bóng râm của một cây cao. Chúng không săn mồi khi đang bay mà thường ẩn nấp trên một cành cây, sau đó lao xuống và bắt con mồi. Các con mồi hầu hết bị giết trên mặt đất. Chúng ăn con mồi bằng cách nuốt chửng.
Con non có thể bị những con khỉ (Cercopithecus) ăn thịt, trong khi cầy genet có thể ăn những quả trứng.

## Sinh sản
Mùa sinh sản của đại bàng mào dài là quanh năm, nhưng có khả năng liên quan đến những thay đổi trong quần thể động vật gặm nhấm, sau đó là đến lượng mưa. Mỗi một lứa chim mái đẻ 1-2 quả trứng, màu trắng mờ có đốm màu nâu và màu xám, trong nửa cuối mùa khô. Loài này sinh một lứa duy nhất cho mỗi năm, và chỉ có một con non mỗi tổ, có lẽ là do con non lớn hơn giết chết con còn lại.
Trong thời gian ấp trứng, chim đực thường đậu gần tổ và kiếm mồi nuôi chim mái, nhưng đôi khi chim mái cũng rời tổ đi săn một mình. Trứng được ấp trong 40-44 ngày. Nếu có hai quả trứng, khoảng cách giữa hai lần nở có thể lên tới 15 ngày. Thời gian nuôi con nhỏ 53-58 ngày. Trong tuần đầu nuôi con nhỏ, chim mẹ thường nằm trong tổ hoặc ở gần đó, còn chim bố chịu trách nhiệm đi kiếm mồi. Sau ba tuần, chim mẹ đi săn nhiều hơn chim bố. Con non mọc lông đầy đủ vào khoảng 28 ngày, và vẫn còn ở xung quanh tổ tới 40-50 ngày. Nó thực hiện chuyến bay đầu tiên vào khoảng 55 ngày. Nó còn được nuôi dưỡng bởi cả chim bố và mẹ thêm hai tuần nữa.